# Journal of the History of Medicine and Allied Sciences
Das Journal of the History of Medicine and Allied Sciences ist eine seit 1946 erscheinende medizingeschichtliche Fachzeitschrift, die sich mit der entsprechenden Thematik ausschließlich auf der Grundlage schriftlicher Quellen befasst. Dabei setzen sich die Beiträge vorrangig mit den im weitesten Sinne Heilkunde Betreibenden auseinander und auch mit ihren Patienten.